# Phaonia aureolimaculata
Phaonia aureolimaculata är en tvåvingeart som beskrevs av Wu 1988. Phaonia aureolimaculata ingår i släktet Phaonia och familjen husflugor.
Artens utbredningsområde är Gansu (Kina). Inga underarter finns listade i Catalogue of Life.